# Henri Truchy
Henri Truchy (Paris, 22 juillet 1864 - Paris, 19 juin 1950) est un juriste et économiste français.

## Biographie
Henri Truchy est le fils d'Émile Truchy, juge au tribunal de commerce de Paris, administrateur de la Caisse d'épargne, et de Camille Landel.
Après sa scolarité au lycée Charlemagne, il est reçu docteur en droit (1888) puis agrégé de droit (1893). Secrétaire de la Conférence des avocats (1891), il est professeur à la Faculté de droit d’Aix-en-Provence (1893-1894), à celle de Caen (1894-1895) et à celle de Dijon (1895-1905), puis successivement chargé de cours (1905), professeur adjoint (1907), professeur titulaire d'économie politique (1910) et assesseur du doyen (1922) à la Faculté de droit de Paris.
Il collabore notamment à la Revue d'économie politique, à la Revue internationale de l'enseignement, à la Revue politique et parlementaire et aux Études américaines.

## Publications
- Les Relations économiques internationales (1948)
- Rapprochements américains (1948)
- Traité d'économie politique, sous la direction de Henri Truchy (1947)
- Précis d'économie politique (1941)
- Un aspect du problème ferroviaire français (1940)
- Échanges internationaux et autarcie (1939)
- La crise des échanges internationaux (1938)
- Discours prononcés à l'occasion de la remise de l'épée d'académicien à Georges Ripert, le 23 octobre 1937 [par MM. Henri Truchy et Edgard Allix, réponse de M. Georges Ripert] (1938)
- La crise du capitalisme (1935)
- Les Magasins à prix uniques (1934)
- Répétitions écrites d'économie politique, rédigées d'après le cours et avec l'autorisation de M. Truchy (1934)
- Traité d'économie politique, sous la direction de Henri Truchy (1934)
- La reconstruction économique de l'Europe (1932)
- Supplément annuel au cours d'économie politique et au Précis élémentaire d'économie politique (1931)
- Le Point de vue français en matière de douane et d'entente douanière (1929)
- Les finances de guerre de la France, la guerre et les finances françaises (1926)
- Précis élémentaire d'économie politique (1926)
- Notice sur la vie et les travaux de M. Auguste Souchon (1925)
- Cours d'économie politique (1919)
- La Nouvelle législation des sucres (1903)
- Droit romain : De l'Influence sur les droits réels de la perte ou de la transformation de la chose qui en est l'objet. Droit français : Des Fondations (1888)
- Allocution prononcée par M. Henri Truchy, président de l'Académie, à l'occasion des décès de MM. Paul André et Charles Benoist, membres de l'Académie (1887)

## Distinctions
- Commandeur de la Légion d'honneur[1].

## Sources
- Notices biographiques et notices bibliographiques. Membres titulaires et libres, associés étrangers (1er juillet 1939), Paris, Académie des sciences morales et politiques, 1939, p. 123-126
- Notice sur la vie et les travaux d’Henri Truchy, par R. Roy, Publications de l’Institut de France, 1954, no 6